# Ausztrál Munkáspárt
Az Ausztrál Munkáspárt (ALP), más néven Munkáspárt, Ausztrália legnagyobb balközép, és egyben legrégebbi politikai pártja, az ausztrál politikai két nagy párt egyike, a jobbközép Liberális Párt mellett. A Munkáspárt egy szövetségi szintű  párt, amely minden államban és tartományban rendelkezik helyi szervezetekkel. Jelenleg Victoria államban, Queenslandben, Nyugat-Ausztráliában, Dél-Ausztráliában, az ausztrál fővárosi területen és az Északi területen vannak kormányon.
Az Munkáspártot csak az ausztrál parlament első ülése után, 1901-ben jegyezték be szövetségi pártként. Az Ausztráliában feltörekvő munkásmozgalom által a különböző ausztrál gyarmatokon alapított munkáspártok leszármazottjának tekintik, ami formálisan már 1891-ben is létezett. Az 1910-es szövetségi választásokon a Munkáspárt volt az első párt Ausztráliában, amely többséget szerzett az ausztrál parlament bármelyik házában. Nemzetközi szinten az Munkáspárt a szociáldemokrata pártok hálózatának, a Progresszív Szövetségnek a tagja, korábban a Szocialista Internacionálé tagja volt.

## Története
Az Ausztrál Munkáspárt az 1890-es években, a föderációvá alakulás előtti ausztrál gyarmatokon alapított Munkáspártokból származik. A munkáspárti hagyomány  a Queenslandi Munkáspárt megalapítását a sztrájkoló munkások 1891-ben, Barcaldine-ben (Queensland) egy kísértetgumifa (a "tudás fája") alatti összejövetelének tulajdonítja. 1892. szeptember 9-én a Queenslandi Munkáspárt Kiáltványát felolvasták a jól ismert Tudás Fája alatt Barcaldine-ban, egy nagy munkásmozgalmi sztrájkot követően. A kiáltványt jelenleg a Queenslandi Állami Könyvtár őrzi, 2008-ban a történelmi dokumentumot felvették az UNESCO Világemlékezete ausztrál nyilvántartásába, 2009-ben pedig az UNESCO Világemlékezete nemzetközi nyilvántartásába. 
A munkáspárti jelöltek első megmérettetése az 1891-es új-dél-walesi választáson került sor, amikor a munkáspárti jelöltek (akkori nevén Új-Dél-Wales Munkáspárt Választási Ligája) 35-öt szereztek meg a 141 helyből. Akkoriban Ausztráliában főként a Protekcionista és a Szabadkereskedelmi Pártok voltak jelen a területi parlamenteken, de a Munkáspárt megjelenésével ez megbomlott, mivel a harmadik erő "elvette" az abszolút többséget (50%) hol az egyik, hol a másik párttól. Így a Protekcionista Pártnak nem volt más választása, engedményekért cserébe megnyerte magának a Munkáspártot, így az új-dél-walesi régióban a párt gyakorlatilag legelsőre már döntő szerepben tetszeleghetett. A Dél-Ausztráliai Egyesült Munkáspártot (ULP) 1891-ben alapították, és abban az évben három jelöltet választottak be a Dél-Ausztráliai Törvényhozó Tanácsba. Az első sikeres dél-ausztráliai képviselőjelölt John McPherson volt az 1892-es Kelet Adelaide-i időközi választáson. Richard Hoopert azonban független munkáspárti jelöltnek választották meg az 1891-es Wallaroo-i időközi választáson, miközben ő volt a Nemzetgyűlés első "munkáspárti" tagja, de nem volt tagja az újonnan alakult ULP-nek.
Az 1905-ös állami választásokon olyan sikeresen szerepeltek, hogy kevesebb mint egy évtizeddel később Thomas Price megalakíthatta a világ első stabil munkáspárti kormányát. 
A gyarmati munkáspártok és a szakszervezetek vegyesen támogatták az Ausztrál Államszövetség megalakítását. Egyes munkáspárti képviselők a javasolt alkotmány ellen érveltek, azt állítva, hogy a javasolt szenátus túl erős, hasonlóan a reformellenes gyarmati felsőházhoz és a brit Lordok Házához. Attól tartottak, hogy a föderáció tovább erősíti a konzervatív erők hatalmát.

## Ideológiája
A Munkáspárt alapító irata kimondja: "Az Ausztrál Munkáspárt demokratikus szocialista párt, és célja az ipar, a termelés, az elosztás és a társadalmi tulajdon erősítése, olyan mértékben, ami a kizsákmányolás és más antiszociális jellemzők kiküszöböléséhez szükséges ezeken a területeken." . Ezt a „szocialista célkitűzést” 1921-ben vezették be, de később két további célkitűzés is a régi mellé került: „a versenyképes, nem monopolisztikus magánszektor fenntartása és támogatása” és „a magántulajdonhoz való jog”. A munkáspárti kormányok az 1940-es évek óta, amikor a Chifley-kormánynak nem sikerült államosítania a magánbankokat, egyetlen iparág "társadalmi tulajdonná varázsolását" sem kísérelték meg, sőt számos iparágat, például a légi közlekedést és a bankszektort privatizáltak. A Munkáspárt jelenlegi Nemzeti Platformja „modern szociáldemokrata pártként” írja le a pártot.

### Frakciói
A Munkáspártnak mindig is volt bal- és jobbszárnya, de az 1970-es évektől kezdve "formális" frakciókká fejlődött a két szárny, amelyekhez a párttagok is tartozhatna. A két legnagyobb frakció a Munkáspárti Baloldal és a Munkáspárti Jobboldal. A Munkáspárti Jobboldal általában támogatja a szabadpiaci politikát és az Egyesült Államokkal való szövetkezést, és hajlamos a konzervativizmus felé hajlani bizonyos társadalmi kérdésekben. A Munkáspárti Baloldal a nagyobb állami intervenciót részesíti előnyben a gazdaságban, általában kevésbé lelkes az amerikai szövetség iránt, és gyakran progresszívebb a szociális kérdésekben. 
Egyes szakszervezetek szorosan a Munkáspárthoz kötődnek. A jobboldali frakciót támogató legnagyobb szakszervezetek az Ausztrál Dolgozók Szakszervezete (AWU), a Bolti, Disztribúciós és Alkalmazotti Szövetség (SDA) és a Közlekedési Dolgozók Uniója (TWU). A baloldalt támogató fontos szakszervezetek közé tartozik az Ausztrál Gyáriparosok Szakszervezete (AMWU), az Egyesült Dolgozók Szakszervezete, az Építőipari, Erdészeti, Tengerészeti, Bányászati és Energiaügyi Unió (CFMMEU), valamint a Közösségi és Közszféra Uniója (CPSU).

## A Munkáspárt tartományi és területi képviselete
Az Ausztrál Munkáspárt egy szövetségi párt, amely államonként és területenként nyolc tagozatból áll. Míg az Országos Vezetőség felelős a nemzeti kampánystratégiáért, az egyes államok és területek Munkáspártjai autonómiával rendelkeznek e téren, és felelősek a saját joghatóságukban folytatott kampányért a szövetségi, állami és helyi választásokon. Az állami és területi tagozatok mind egyéni tagokból, mind összekapcsolt szakszervezetekből állnak, amelyek  döntenek a párt politikájáról, megválasztják annak vezető testületeit és kiválasztják a jelöltjeiket a választásokra.
Az új tagok mindig a saját tartózkodási helyük, államuk vagy területünk Munkáspártjához csatlakozhatnak, és jövedelemarányos tagdíjat kell fizetniük. Ausztráliában a szakszervezetek többsége állami szinten kapcsolódik a párthoz.
A tagoknak általában évente legalább egy ülésen részt kell venniük helyi szervezetükben, bár a szabályok államonként eltérőek. Sok tag csak a választási kampányok idején aktív.
A tagok és a szakszervezetek küldötteket választanak az állami és területi konferenciákra (ilyet elvileg évente tartanak, bár gyakorlatban jóval többször). Ezek a konferenciák határozzák meg a párt lokális politikáját, és megválasztják az állami vagy területi végrehajtó tiszteket, az elnököt, és a főtitkárt .

### Helyi parlamenti jelenlét
| Tagozat                               | Vezető                | Utolsó választás | Utolsó választás | Utolsó választás | Státusz           |
| Tagozat                               | Vezető                | Év               | Szavazatok (%)   | Mandátumok       | Státusz           |
| ------------------------------------- | --------------------- | ---------------- | ---------------- | ---------------- | ----------------- |
| Új-Dél-walesi Munkáspárt              | Chris Minns           | 2019             | 33.3             | 36 / 93          | Ellenzék          |
| Victoriai Munkáspárt                  | Daniel Andrews        | 2018             | 42.9             | 55 / 88          | Kormánypárt       |
| Queenslandi Munkáspárt                | Annastacia Palaszczuk | 2020             | 39.5             | 52 / 93          | Kormánypárt       |
| Nyugat-ausztrál Munkáspárt            | Mark McGowan          | 2021             | 59.1             | 53 / 59          | Kormánypárt       |
| Dél-ausztrál Munkáspárt               | Peter Malinauskas     | 2022             | 40.0             | 27 / 47          | Kormánypárt       |
| Tasmán Munkáspárt                     | Rebecca White         | 2021             | 28.2             | 9 / 25           | Ellenzék          |
| Ausztrál Fővárosi területi Munkáspárt | Andrew Barr           | 2020             | 37.8             | 10 / 25          | Munkáspárt-Zöldek |
| Északi területi Munkáspárt            | Natasha Fyles         | 2020             | 42.2             | 14 / 25          | Kormánypárt       |

## Választási eredményei

### Képviselőház
| Év   | Vezető           | Szavazatok | %     | Mandátumok | ±  | Státusz                          |
| ---- | ---------------- | ---------- | ----- | ---------- | -- | -------------------------------- |
| 1901 | Chris Watson     | 79,736     | 15.76 | 14 / 75    | 14 | Kormánytámogatás                 |
| 1903 | Chris Watson     | 223,163    | 30.95 | 22 / 75    | 7  | Kormánytámogatás (1903-04)       |
| 1903 | Chris Watson     | 223,163    | 30.95 | 22 / 75    | 7  | Kormánypárt (1904)               |
| 1903 | Chris Watson     | 223,163    | 30.95 | 22 / 75    | 7  | Ellenzék                         |
| 1903 | Chris Watson     | 223,163    | 30.95 | 22 / 75    | 7  | Kormánytámogatás (1905-06)       |
| 1906 | Chris Watson     | 348,711    | 36.64 | 26 / 75    | 4  | Kormánytámogatás (1906-08)       |
| 1906 | Chris Watson     | 348,711    | 36.64 | 26 / 75    | 4  | Kisebbségi kormánypárt (1908-09) |
| 1906 | Chris Watson     | 348,711    | 36.64 | 26 / 75    | 4  | Ellenzék                         |
| 1910 | Andrew Fisher    | 660,864    | 49.97 | 42 / 75    | 16 | Kormánypárt                      |
| 1913 | Andrew Fisher    | 921,099    | 48.47 | 37 / 75    | 5  | Ellenzék                         |
| 1914 | Andrew Fisher    | 858,451    | 50.89 | 42 / 75    | 5  | Kormánypárt                      |
| 1917 | Frank Tudor      | 827,541    | 43.94 | 22 / 75    | 20 | Ellenzék                         |
| 1919 | Frank Tudor      | 811,244    | 42.49 | 26 / 75    | 4  | Ellenzék                         |
| 1922 | Matthew Charlton | 665,145    | 42.30 | 29 / 75    | 3  | Ellenzék                         |
| 1925 | Matthew Charlton | 1,313,627  | 45.04 | 23 / 75    | 6  | Ellenzék                         |
| 1928 | James Scullin    | 1,158,505  | 44.64 | 31 / 75    | 8  | Ellenzék                         |
| 1929 | James Scullin    | 1,406,327  | 48.84 | 46 / 75    | 15 | Kormánypárt                      |
| 1931 | James Scullin    | 859,513    | 27.10 | 14 / 75    | 32 | Ellenzék                         |
| 1934 | James Scullin    | 952,251    | 26.81 | 18 / 74    | 4  | Ellenzék                         |
| 1937 | John Curtin      | 1,555,737  | 43.17 | 29 / 74    | 11 | Ellenzék                         |
| 1940 | John Curtin      | 1,556,941  | 40.16 | 32 / 74    | 3  | Ellenzék                         |
| 1940 | John Curtin      | 1,556,941  | 40.16 | 32 / 74    | 3  | Kormánypárt (1941–43)            |
| 1943 | John Curtin      | 2,058,578  | 49.94 | 49 / 74    | 17 | Kormánypárt                      |
| 1946 | Ben Chifley      | 2,159,953  | 49.71 | 43 / 75    | 6  | Kormánypárt                      |
| 1949 | Ben Chifley      | 2,117,088  | 45.98 | 47 / 121   | 4  | Ellenzék                         |
| 1951 | Ben Chifley      | 2,174,840  | 47.63 | 52 / 121   | 5  | Ellenzék                         |
| 1954 | H. V. Evatt      | 2,280,098  | 50.03 | 57 / 121   | 5  | Ellenzék                         |
| 1955 | H. V. Evatt      | 1,961,829  | 44.63 | 47 / 122   | 10 | Ellenzék                         |
| 1958 | H. V. Evatt      | 2,137,890  | 42.81 | 45 / 122   | 2  | Ellenzék                         |
| 1961 | Arthur Calwell   | 2,512,929  | 47.90 | 60 / 122   | 15 | Ellenzék                         |
| 1963 | Arthur Calwell   | 2,489,184  | 45.47 | 50 / 122   | 10 | Ellenzék                         |
| 1966 | Arthur Calwell   | 2,282,834  | 39.98 | 41 / 124   | 9  | Ellenzék                         |
| 1969 | Gough Whitlam    | 2,870,792  | 46.95 | 59 / 125   | 18 | Ellenzék                         |
| 1972 | Gough Whitlam    | 3,273,549  | 49.59 | 67 / 125   | 8  | Kormánypárt                      |
| 1974 | Gough Whitlam    | 3,644,110  | 49.30 | 66 / 127   | 1  | Kormánypárt (1974–75)            |
| 1974 | Gough Whitlam    | 3,644,110  | 49.30 | 66 / 127   | 1  | Ellenzék                         |
| 1975 | Gough Whitlam    | 3,313,004  | 42.84 | 36 / 127   | 30 | Ellenzék                         |
| 1977 | Gough Whitlam    | 3,141,051  | 39.65 | 38 / 124   | 2  | Ellenzék                         |
| 1980 | Bill Hayden      | 3,749,565  | 45.15 | 51 / 125   | 13 | Ellenzék                         |
| 1983 | Bob Hawke        | 4,297,392  | 49.48 | 75 / 125   | 24 | Kormánypárt                      |
| 1984 | Bob Hawke        | 4,120,130  | 47.55 | 82 / 148   | 7  | Kormánypárt                      |
| 1987 | Bob Hawke        | 4,222,431  | 45.76 | 86 / 148   | 4  | Kormánypárt                      |
| 1990 | Bob Hawke        | 3,904,138  | 39.44 | 78 / 148   | 8  | Kormánypárt                      |
| 1993 | Paul Keating     | 4,751,390  | 44.92 | 80 / 147   | 2  | Kormánypárt                      |
| 1996 | Paul Keating     | 4,217,765  | 38.69 | 49 / 148   | 31 | Ellenzék                         |
| 1998 | Kim Beazley      | 4,454,306  | 40.10 | 67 / 148   | 18 | Ellenzék                         |
| 2001 | Kim Beazley      | 4,341,420  | 37.84 | 65 / 150   | 2  | Ellenzék                         |
| 2004 | Mark Latham      | 4,408,820  | 37.63 | 60 / 150   | 5  | Ellenzék                         |
| 2007 | Kevin Rudd       | 5,388,184  | 43.38 | 83 / 150   | 23 | Kormánypárt                      |
| 2010 | Julia Gillard    | 4,711,363  | 37.99 | 72 / 150   | 11 | Kisebbségi kormánypárt           |
| 2013 | Kevin Rudd       | 4,311,365  | 33.38 | 55 / 150   | 17 | Ellenzék                         |
| 2016 | Bill Shorten     | 4,702,296  | 34.73 | 69 / 150   | 14 | Ellenzék                         |
| 2019 | Bill Shorten     | 4,752,631  | 33.34 | 68 / 151   | 1  | Ellenzék                         |
| 2022 | Anthony Albanese | 4,776,030  | 32.58 | 77 / 151   | 9  | Kormánypárt                      |

## Fordítás
Ez a szócikk részben vagy egészben  az   Australian Labor Party című angol Wikipédia-szócikk ezen változatának fordításán alapul.  Az eredeti cikk szerkesztőit annak laptörténete sorolja fel. Ez a jelzés csupán a megfogalmazás eredetét és a szerzői jogokat jelzi, nem szolgál a cikkben szereplő információk forrásmegjelöléseként.